# Histoliza

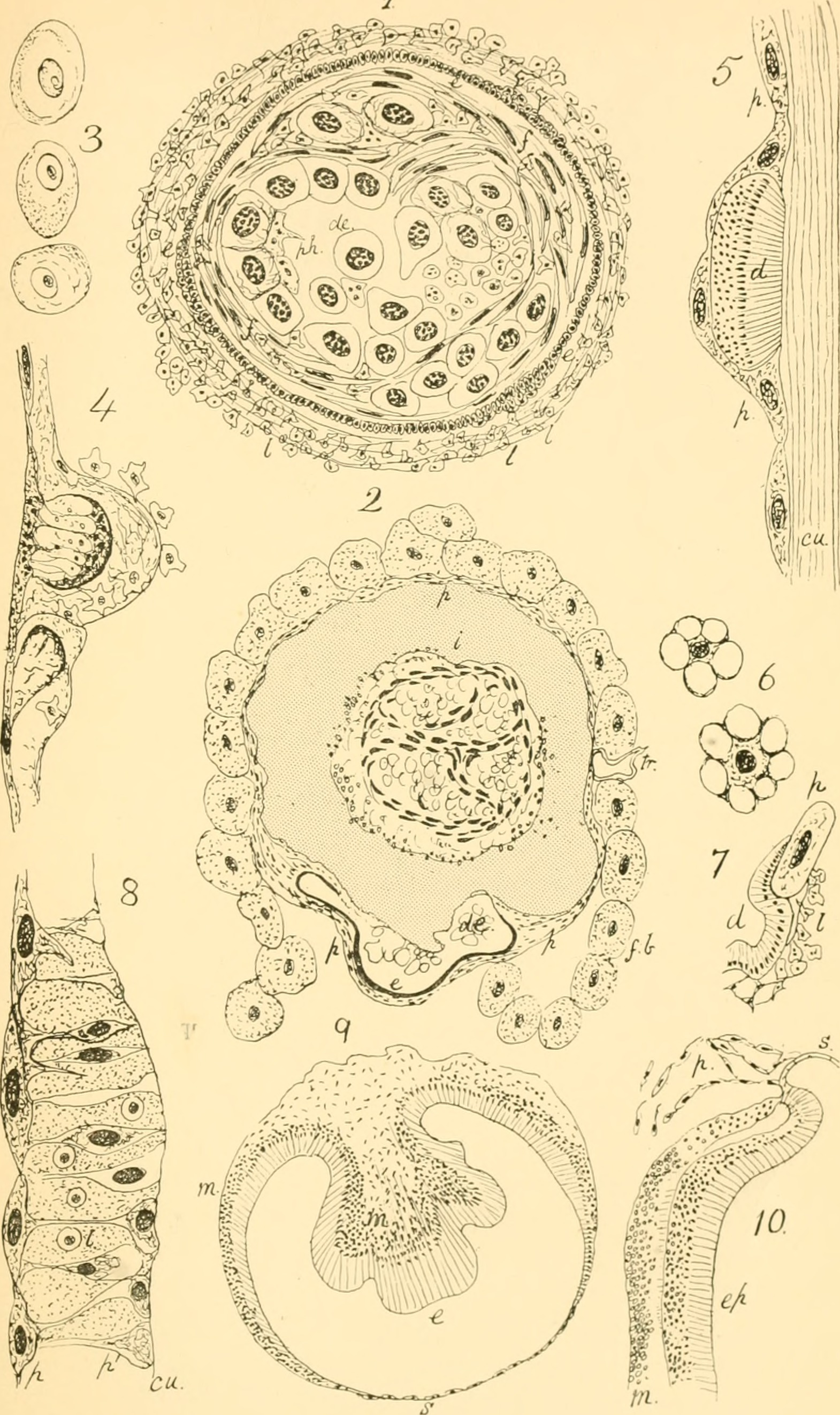
Histoliza w poczwarce prowadząca do powstania przewodu pokarmowego

Histoliza – rodzaj lizy, czyli rozpadu komórek, w którym rozpadowi ulega fragment tkanki danego organizmu. Liza zachodzi dzięki działaniu enzymów litycznych, które są uwalniane z lizosomów. Histoliza może zachodzić w czasie rozwoju embrionalnego jako mechanizm formowania się narządów, może mieć podłoże fizjologiczne (np. zużywanie się nabłonków) lub  może być wynikiem procesu chorobowego. Histoliza zachodzi też po śmierci organizmu.